# 이소플라본
이소플라본(Isoflavone)은 자연적으로 발생하는 이소플라보노이드의 일종인 이소플라본의 대체 유도체로, 이 중 다수는 포유류에서 식물성 에스트로겐으로 작용한다. 이소플라본은 거의 예외 없이 콩과(Fabaceae, Leguminosae) 작물들에서 추출된다.
이소플라본 및 밀접하게 관련된 식물성 에스트로겐이 식이 보조제로 판매되고 있지만 이러한 화합물의 장기 삽취시 건강상 안전성이나 이점에 대한 과학적 증거는 거의 없다. 일부 연구에서는 유방암 병력이 있는 여성과 같이 이소플라본의 높은 섭취로 인한 잠재적 위험을 확인했지만 이러한 우려는 고품질 임상 연구로 입증되지 않았다.

## 유기화학 및 생합성
이소플라본은 2번 위치에서 페닐기로 치환된 크로몬인 플라본의 이성질체이다. 이소플라본에서 페닐기는 3번 위치에 있다.
치환된 이소플라본 유도체는 2개 또는 3개의 수소 원자가 수산기로 대체됨으로써 부모와 관련된다.
이소플라본은 페닐기의 위치에서 플라본(2-페닐-4H-1-벤조피르-4-온)과 다르다.
이소플라본은 고등 식물에서 플라보노이드 화합물을 생성하는 일반 페닐프로파노이드 경로의 한 가지를 통해 생성된다. 대두는 인간 식품에서 이소플라본의 가장 흔한 공급원이다. 대두의 주요 이소플라본은 제니스테인과 다이드제인이다. 페닐프로파노이드 경로는 아미노산 페닐알라닌에서 시작하여 경로의 중간체인 나린게닌이 두 콩과 식물 특이 효소인 이소플라본 합성효소와 탈수효소에 의해 순차적으로 이소플라본 제니스테인으로 전환된다. 유사하게, 또 다른 중간 나린게닌 칼콘은 세 가지 콩과 식물 특유의 효소인 칼콘 환원 효소, 제2형 칼콘 이성화 효소 및 이소플라본 합성 효소의 순차적인 작용에 의해 이소플라본 다이드제인으로 전환된다. 식물은 이소플라본과 그 유도체를 파이토알렉신 화합물로 사용하여 질병을 유발하는 병원성 진균 및 기타 미생물을 퇴치한다. 또한 대두는 이소플라본을 사용하여 토양 미생물 뿌리줄기를 자극하여 질소 고정 뿌리혹을 형성한다.

## 같이 보기
- 에쿠올
- 아이소플라보노이드
- 피토케미컬